# EBird
eBird je onlajn baza podataka o posmatranjima ptica koja pruža naučnicima, istraživačima i amaterskim prirodnjacima podatke u realnom vremenu o distribuciji i brojnosti ptica. Prvobitno ograničena na posmatranja sa zapadne hemisfere, baza podataka je proširena tako da obuhvata Novi Zeland od 2008, i ceo svet od juna 2010. eBird se smatra jednim ambicioznim priperom angažovanja amatera na prikupljanu podataka o biološkoj raznovrsnosti radi upotrebi u nauci.
eBird je primer kraudsorsinga, kao i primer demokratizacije nauke, tretiranja građana kao naučnika, dozvoljavanja javnosti da pristupi i koristi svoje sopstvene podatke i kolektivne podatke koje su generisali drugi.

## Literatura
- Bhattacharjee, Yudhijit (3. 6. 2005), „Citizen Scientists Supplement Work of Cornell Researchers”, Science, 308 (5727): 1402—1403, PMID 15933178, doi:10.1126/science.308.5727.1402
- Wood, Chris; Sullivan, Brian; Iliff, Marshall; Fink, Daniel; Kelling, Steve (2011), „eBird: Engaging Birders in Science and Conservation”, PLOS Biology, 9 (12): e1001220, PMID 22205876, doi:10.1371/journal.pbio.1001220
- Dickinson, Janis L.; Zuckerberg, Benjamin; Bonter, David N. (2010), „Citizen Science as an Ecological Research Tool: Challenges and Benefits”, Annual Review of Ecology, Evolution, and Systematics, 41: 149—172, doi:10.1146/annurev-ecolsys-102209-144636
- Wiggins, Andrea (2011), „EBirding: Technology adoption and the transformation of leisure into science”, Proceedings of the 2011 iConference, стр. 798—799, ISBN 978-1-4503-0121-3, doi:10.1145/1940761.1940910

### Istraživanja koristeći eBird podatke
- Fink, Daniel;  . (2010). „Spatiotemporal exploratory models for broad-scale survey data”. Ecological Applications. 20 (8): 2131—2147. Bibcode:2010EcoAp..20.2131F. PMID 21265447. doi:10.1890/09-1340.1.
- Hurlbert, Allen H.; Liang, Zhongei (februar 2012), „Spatiotemporal Variation in Avian Migration Phenology: Citizen Science Reveals Effects of Climate Change”, PLOS ONE, 7 (2): e31662, Bibcode:2012PLoSO...731662H, PMC 3285173 , PMID 22384050, doi:10.1371/journal.pone.0031662

## Spoljašnje veze
- eBird Website